# Sázava (Benešovi járás)
Sázava település Csehországban, a Benešovi járásban. Sázava Úžice, Vlkančice, Drahňovice, Chocerady, Vodslivy, Choratice, Xaverov, Ledečko, Samopše és Rataje nad Sázavou településekkel határos. Lakosainak száma 3875 fő (2024. január 1.).

## Népessége
A település lakosságának változását az alábbi diagram mutatja:
| Lakosok száma | 1862 | 1819 | 1741 | 1978 | 3637 | 3728 | 3730 | 3720 | 3702 | 3875 |
|               | 1869 | 1890 | 1921 | 1950 | 1980 | 2001 | 2017 | 2019 | 2022 | 2024 |

## Nevezetességei
Az általa alapított kolostor apátjaként itt töltötte utolsó éveit a faluról elnevezett Sázavai Szent Prokop, Csehország egyik védőszentje.